# Anoba columnaris
Anoba columnaris är en fjärilsart som beskrevs av W. Warren 1912. Anoba columnaris ingår i släktet Anoba och familjen nattflyn. Inga underarter finns listade i Catalogue of Life.